# Novobritanski jezici
Novobritanski jezici (privatni kod: nbrit), ime nekadašnje jezične skupine iz Papue Nove Gvineje koja je bila dio šire skupine yele-solomonskih-novobritanskih jezika i preko nje dio istočnopapuanske porodice. U nju su se klasificirale sljedeće skupine u jezici:
Ethnologue 14th i 15th: (12) jezika:
a. Anem (1). Anem [anz], danas u Yele-zapadnonovobritanski, zapadnonovobritanski
b. Baining-Taulil (7) Qaqet [byx], Kairak [ckr], Mali [gcc], Simbali [smg], Taulil [tuh], Ura [uro], Makolkol [zmh]. Današnja istočnonovobritanska porodica.
c. Kuot (1). kuot [kto]. Danas izolirani jezik.
d. Sulka (1): sulka [sua], danas izolirani jezik.
e. Wasi (1) pele-ata [ata], danas u Yele-zapadnonovobritanski, zapadnonovobritanski
kol [kol], danas izolirani jezik.

## Vanjske poveznice
- Ethnologue (14th)